# Familienrestaurant
Familienrestaurant (jap. ファミリーレストラン famirī resutoran, englisch family restaurant, kurz: FamiRes ファミレス famiresu) ist eine speziell in Japan vorkommende Art von Restaurants der Kategorie der Fullservice-Systemgastronomie.
Familienrestaurants gehört zu den sogenannten Fast-Casual-Restaurant. Sie sind meist in Restaurantketten – beispielsweise Franchisekette – organisiert und machen Gebrauch von zentralen Küchen. Da für sie Einheitlichkeit charakteristisch ist, findet man in den Filialen einer Kette in ganz Japan die gleiche Qualität von Essen und Service, die gleiche Größe der Portionen und den gleichen Preis.
Viele der Familienrestaurants sind auf westliches Essen beschränkt und auf den Speisekarten findet man meist Hausmannskost oder eher einfache Speiseangebote als kunstvolle Kreationen. Da bei schmaler Marge sehr viele Gerichte verkauft werden, sind die Preise niedrig. 
Es gibt eine sehr große Auswahl an verschiedenen Speisen, und auch spezielle Angebote für Kinder sind zahlreich vorhanden. Damit Familien mit kleinen Kindern problemlos speisen können, gibt es besondere Stühle, Teller und Tassen für Kinder. In Familienrestaurants sind die typischen japanischen Verhaltensregeln weniger wichtig als anderswo in der japanischen Öffentlichkeit. Wenn Kinder lärmen, nehmen es die Umsitzenden normalerweise der Familie nicht übel.
Da die Konkurrenz zwischen den verschiedenen Ketten sehr stark ausgeprägt ist, gibt es zur Erhöhung der eigenen Attraktivität manchmal Fernseher mit sonst gebührenpflichtigen Satellitenfernsehprogrammen, freien drahtlosen Internetzugang und eine sogenannte Drinkbar, an der man sich in Selbstbedienung unbegrenzt mit Getränken versorgt. Auch sind viele Restaurants die ganze Nacht geöffnet, damit versuchen die Ketten, ihre Filialen noch attraktiver für die Gäste zu machen. 
Die Parkplätze und Gasträume sind großzügig gestaltet und man kann lange auf seinem Platz verweilen. Daher nutzen viele Menschen in Japan Familienrestaurants für private Gesprächsrunden, Schüler oder Studenten nutzen den Ort gerne zum Lernen oder um Schreibarbeiten zu erledigen. Auch bieten die „FamiRes“ sich bei langen Autofahrten als Raststätte zum Pausieren bei Autofahrer an.

## Familienrestaurant (Auswahl)
Einige größere Ketten der Familienrestaurants sind beispielsweise:
| Restaurant          | Bild | Japanisch                  | Hepburn                 | Bemerkung                      |
| ------------------- | ---- | -------------------------- | ----------------------- | ------------------------------ |
| Gusto               |      | ガスト                     | gasuto                  | Restaurants der Skylark-Gruppe |
| Bamiyan             |      | バーミヤン                 | Bāmiyan                 | Restaurants der Skylark-Gruppe |
| Yumean              | —    | 夢庵                       | Yumean                  | Restaurants der Skylark-Gruppe |
| Grazie Gardens      | —    | グラッチェ・ガーデンズ     | Guratche gādenzu        | Restaurants der Skylark-Gruppe |
| Jonathan’s          |      | ジョナサン                 | Jonasan                 | Restaurants der Skylark-Gruppe |
| Denny’s             |      | デニーズ                   | Denīzu                  | —                              |
| Coco’s              |      | ココス                     | Kokosu                  | —                              |
| Saizeriya           |      | サイゼリヤ                 | Saizeriya               | —                              |
| Royal Host          |      | ロイヤル･ホスト            | Roiyaru·hosuto          | —                              |
| Joyful              |      | ジョイフル                 | Joifuru                 | —                              |
| Volks               |      | フォルクス                 | Forukusu                | —                              |
| Friendly            |      | フレンドリー               | Furendorī               | —                              |
| Bikkuri Donkey      |      | びっくり･ドンキー          | Bikkuri Donkī           | —                              |
| Tomato & Associates | —    | トマト･アンド･アソシエイツ | Tomato ando Asoshieitsu | —                              |
| Anna Miller’s       |      | アンナ･ミラーズ            | Anna Mirāzu             | —                              |
| Sunday’s Sun        |      | サンデー･サン              | Sandē San               | —                              |
| Washoku Sato        |      | 和食さと                   | Washoku Sato            | —                              |
| Casa                |      | カーサ                     | Kāsa                    | —                              |
| Bashamichi          | —    | 馬車道                     | Basha Michi             | —                              |
| Tonden              |      | とんでん                   | Tonden                  | —                              |

## Populäre Medien
Die Manga- bzw. Anime-Reihe Working!! thematisiert den Arbeitsalltag und Situation im typischen Familienrestaurant aus der Sicht eines japanischen Schülers als Aushilfskellner. 